# Tischtennisweltmeisterschaft 1963
Die 27. Tischtennisweltmeisterschaft fand vom 5. bis zum 14. April 1963 in Prag (Tschechoslowakei) statt.

## Übersicht
Alle Titel gehen an asiatische Spieler und Spielerinnen. Bei den Herrenteams siegt China vor Japan. Das bundesdeutsche Team um Erich Arndt und Eberhard Schöler belegt zusammen mit der schwedischen Mannschaft um Hans Alsér und Kjell Johansson einen hervorragenden dritten Platz, das beste Ergebnis, das eine deutsche Herrenmannschaft bis dahin erzielte.
Das Finale im Herreneinzel gewinnt – in einer Neuauflage des Endspieles von 1961 in Peking – Zhuang Zedong gegen Li Furong.
Erstmals spielt Agnes Simon bei einer Weltmeisterschaft für Deutschland und erreicht mit dem Damenteam den 9. Platz. Vorher hatte sie bereits bei Weltmeisterschaften unter der Flagge Ungarns und der Niederlande teilgenommen.

## Spielsystem der Mannschaftswettbewerbe

### Herren
Da bei den Herren 47 Mannschaften antraten, mussten die 21 schwächsten Nationen zunächst in einer Qualifikationsrunde antreten. Hier wurden sie auf sechs Gruppen aufgeteilt, die Gruppensieger erreichten die Hauptrunde. In dieser wurden vier Achtergruppen gebildet, in der jede Mannschaft gegen jede spielte. Die vier Gruppensieger kamen ins Halbfinale, wo sie im K.-o.-System um den Einzug ins Endspiel kämpften.
Sieger der Qualifikationsrunden wurden Nordvietnam, Griechenland, Portugal, Israel, Indonesien und Wales, die danach in den Hauptgruppen aber nur auf den hinteren Plätzen landeten. In den Hauptgruppen setzten sich China, Deutschland, Schweden und Japan durch. Im Halbfinale gewann China mit 5:1 gegen Deutschland und Japan mit 5:0 gegen Schweden. Weltmeister wurde China durch einen 5:1-Erfolg über Japan.

### Damen
Für die 37 gemeldeten Damenteams wurden keine Qualifikationsspiele vorgeschaltet. Stattdessen wurden drei Neuner- und eine Zehnergruppe ausgelost. Da Griechenland, Singapur, Ghana und Pakistan nicht antraten reduzierten sich die einzelnen Gruppen auf 7 bis 9 Teilnehmer.
Es siegten Rumänien, China, Japan und Ungarn. Im Halbfinale setzten sich Rumänien gegen China und Japan gegen Ungarn durch. Das Endspiel gewannen die Japanerinnen mit 3:0 gegen Rumänien.

## Abschneiden der Deutschen

### Herrenmannschaft Deutschland und DDR
Conny Freundorfer fiel im Vorfeld wegen einer Armverletzung aus. Für ihn wurde Elmar Stegmann nominiert.
Die deutschen Herren traten in Gruppe B an, wo sie ungeschlagen Erster wurden. Es gab 5:0 Siege gegen Frankreich, Indonesien und Australien, auch das Spiel gegen Brasilien wurde mit 5:2 klar gewonnen. Schwieriger war der Kampf gegen Rumänien, als man aus einem 0:2-Rückstand noch einen 5:3-Erfolg erzielte. Mit dem gleichen Ergebnis setzte sich das Team gegen Nordkorea durch. Das letzte Spiel gegen Ungarn entschied über den Gruppensieg. Nach 3:1-Führung und 3:4-Rückstand gewann Deutschland knapp mit 5:4. Im Halbfinale gegen China holte Erich Arndt den einzigen Punkt. Bei der 1:5-Niederlage war Deutschland ohne Chance.
Leistungsträger waren Eberhard Schöler mit einer Bilanz von 16:3 und Erich Arndt mit 14:4. Beide wurden in allen Mannschaftskämpfen eingesetzt. Elmar Stegmann schnitt mit 3:2 positiv ab, Dieter Michalek blieb 2:4 negativ, ebenso Ernst Gomolla mit 1:4.
Die Mannschaft der DDR kam in Gruppe C auf den dritten Platz. Gegen die beiden Ersten, Schweden und die ČSSR, verlor sie mit 0:5. Die restlichen fünf Spiele wurden gewonnen: 5:2 gegen Österreich, 5:1 gegen Ägypten und Wales, 5:3 gegen die Schweiz sowie 5:0 gegen Portugal.

### Damenmannschaft Deutschland und DDR
Die deutschen Damen standen am Ende im Gruppe D punktgleich mit Ungarn und England vorne. Wegen des besten Spielverhältnisses kam Ungarn auf Platz eins, Deutschland wurde geteilter Zweiter. Damit war der Einzug in die Endrunde verpasst. Das Team besiegte Indonesien, Nordvietnam, Belgien, Italien, Frankreich und Nordkorea jeweils mit 3:0 sowie England mit 3:2. Den Ungarinnen unterlag es mit 0:3.
Die meisten Spiele absolvierten Agnes Simon mit einer 8:1-Erfolgsbilanz und Inge Harst mit einem 5:2-Ergebnis. Edit Buchholz und Ingrid Kriegelstein gewannen je ein Spiel und blieben ohne Niederlage.
Die DDR-Mannschaft kam in Gruppe B hinter China auf den zweiten Platz. Sie gewann gegen die Sowjetunion und Kanada mit 3:1 sowie gegen Neuseeland, Schweiz, Wales und Luxemburg mit 3:0. Gegen China gab es eine 0:3-Niederlage.

### Herreneinzel Deutschland
Lediglich Eberhard Schöler kam zwei Runden weiter. Er setzte sich sicher gegen Vahaken Ohanessian (Libanon) und Ivan Severo (Brasilien) durch, wurde dann aber von dem Japaner Kōji Kimura mit 3:1 besiegt. Erich Arndt schied in der zweiten Runde gegen den Chinesen Chang Chi-Lin aus, nachdem er Pak Sin II (Nordkorea) ausgeschaltet hatte. Dieter Michalek unterlag nach Freilos Dorin Giurgiucă (Rumänien). Ernst Gomolla warf Alan Thomas (Wales) aus dem Rennen, ehe er dann an Mario Mariotti (Schweiz) scheiterte. Elmar Stegmann verlor bereits in der ersten Runde gegen Bernhard Bukiet (USA). In der Trostrunde erreichte er das Endspiel.

### Dameneinzel Deutschland
Am erfolgreichsten war Agnes Simon, die erst im Achtelfinale gegen Liang Lizhen (China) verlor. Davor hatte sie sich gegen Angela Papp (Ungarn), M. Hrstková (ČSSR) und Irena Bosá (CSR) durchgesetzt. Ingrid Kriegelstein gewann nach Freilos gegen Funtsch (Schweden). Danach unterlag sie Sun Mei-ying (China). Genauso weit kam Edit Buchholz nach Siegen über Tahi Yen Uong (Nordvietnam) und Swetlana Grinberg (UdSSR). Maria Alexandru (Rumänien) war dann zu stark. Direkt in der ersten Runde schieden Inge Harst (gegen Ma Kuang-hung, China) und Rosemarie Gomolla (gegen Hu Ke-ming, China) aus.
Doris Kalweit (DDR) wurde in Runde eins von Swetlana Grinberg (UdSSR) besiegt.

### Herrendoppel Deutschland
Kein deutsches Herrendoppel kam ins Achtelfinale. In der dritten Runde scheiterten Arndt/Michalek an Jaroslav Staněk/Viliam Polakovič (ČSSR) (nach Freilos und kampflosen Sieg) und Schöler/Stegmann an Jung Kuo-tuan/Wang Jiasheng (China) (nach Siegen über Ian Barclay/Robert Kerr, Schottland und Pierre Juliens/Alain Cussac, Belgien). Gomolla/Kent Johansson (Deutschland/Schweden) setzten sich gegen die Peruaner J. Garcia/Augusto Gonzales durch, nicht aber gegen Ian Harrison/David Creamer (England).

### Damendoppel Deutschland
Am erfolgreichsten waren Simon/Harst, die sich gegen Lis Ramberg/Evy Schandorph (Dänemark), Joan Brown/Jeannette Crosby (Neuseeland) und Shih Feng-ling/Hsiao Chieh-wen (China) durchsetzten und schließlich im Viertelfinale gegen das chinesische Doppel Qiu Zhonghui/Wang Jian verloren. Buchholz/Kriegelstein erreichten nach Siegen über Angela Papp/Julia Faludi (Ungarn), Isabella Colombo/Alessandra Mugnoz (Italien) und Eva Johansson/Eleonora Vlaicov (Schweden/Rumänien) das Achtelfinale, wo sie gegen Liang Lizhen/Ti Chuang-hua (China) verloren. Das internationale Doppel Gomolla/Lesley Bell (Deutschland/England) schied gegen Kalweit/Kunz (DDR) aus.

### Mixed Deutschland
Im Mixedwettbewerb erreichte das schwedisch-deutsche Paar Alsér/Harst das Viertelfinale. Es besiegte nach der spielfreien ersten Runde Yang Jui-hua/Sun Mei-ying (China), K.Johansson/Lena Guntsch (Schweden) und Chou Lan-sun/Ma Kuang-hung (China). Gegen Keiichi Miki/Masako Seki (Japan) verloren sie dann mit 1:3.
Alle anderen Deutschen schieden vor dem Achtelfinale aus:
- Schöler/Simon: Sieg über David Creamer/Mary Shannon (England), Carl-Johan Bernhardt/Marita Carlsson (Schweden), Niederlage gegen Ichirō Ogimura/Kimiyo Matsuzaki (Japan)
- Arndt/Buchholz: Sieg über Asbjorn Nessey/Berit Omnedal (Norwegen), spielfrei, Niederlage gegen Keiichi Miki/Masako Seki (Japan)
- Ernst Gomolla/Rosemarie Gomolla: Sieg über Siegfried Lemke/A. Kabarová (DDR/ČSSR), Niederlage gegen Bert Onnes/Ursula Artz (Niederlande)
- Michalek/Kriegelstein: Sieg über Anatoli Amelin/Laima Balaishite (UdSSR), Niederlage gegen Pleuse/Kalweit (DDR)
- Stegmann/Joan Brown (Deutschland/Neuseeland): Niederlage gegen Pak Sin Il/Re (Nordkorea)

### Mixed DDR
- Pleuse/Kalweit: Sieg über Chester Barnes/Lesley Bell (England), Michalek/Kriegelstein (Deutschland), Niederlage gegen Ken Konaka/Noriko Yamanaka (Japan)
- Siegfried Lemke/A. Kabarová (DDR/ČSSR): Niederlage gegen Ernst Gomolla/Rosemarie Gomolla (Deutschland)

## Wissenswertes
- Der Weltverband ITTF ließ eine Teilnahme Taiwans nicht zu, weil sich dieser Staat Nationalchina nannte statt Formosa.[2]
- Da in den Mannschaftswettbewerben wegen der großen Spielstärkeunterschiede viele einseitige und somit unattraktive Begegnungen zustande kamen, gab es Überlegungen, bei der nächsten WM ein anderes System mit vorgeschalteten Qualifikationen einzuführen.

## Philatelie
- Am 28. Januar 1963 gab die ČSSR eine Sondermarke im Wert von 30 Heller für diese WM heraus (Michel-Katalog Nr. 1.377). Die Marke ist Teil eines Sechserblocks, mit einer Auflage von mehr als 5 Millionen Stück. Während der WM gab es einen Sonderstempel.[3]
- Die Volksrepublik China gab am 10. September 1963 zwei Sondermarken mit dem Wert von jeweils 8 Fen heraus (Michel-Katalog Nr. 739 und 740), um ihre Erfolge zu würdigen. Dazu gab es einen Ersttagssonderstempel von Peking.[4]

## Ergebnisse
Die vorab als Ersatz nominierten Deutschen Margrit Siebert (Kiel), Wolf Berger und Dieter Forster kamen nicht zum Einsatz.
Folgende Deutsche nahmen nur an den Individualwettbewerben teil:
- Herren: Heinz Reimann (DDR)
- Damen: Rosemarie Gomolla

| Wettbewerb        | Rang | Sieger                                                                                                  |
| ----------------- | ---- | --- |
| Mannschaft Herren | 1.   | China (Li Furong, Wang Jiasheng, Zhuang Zedong, Xu Yinsheng, Zhang Xielin)                              |
| Mannschaft Herren | 2.   | Japan (Keiichi Miki, Ichiro Ogimura, Ken Konaka, Kōji Kimura)                                           |
| Mannschaft Herren | 3.   | Schweden (Stellan Bengtsson 1, Carl-Johan Bernhardt, Hans Alsér, Kjell Johansson)                       |
| Mannschaft Herren | 3.   | BRD (Eberhard Schöler, Erich Arndt, Ernst Gomolla, Elmar Stegmann, Dieter Michalek)                     |
| Mannschaft Herren | 9.   | DDR (Heinz John, Siegfried Lemke, Rudolf Lippert, Lothar Pleuse, Wolfgang Viebig)                       |
| Mannschaft Herren | 17.  | Österreich (Helmut Mörth, Josef Sedelmayer, Karl Wegrath, Hans Zankl, Werner Zezula)                    |
| Mannschaft Herren | 25.  | Schweiz (Guy Bär, Marcel Grimm, Mario Mariotti, Antoine Perrig)                                         |
| Mannschaft Damen  | 1.   | Japan (Kazuko Ito, Kimiyo Matsuzaki, Masako Seki, Noriko Yamanaka)                                      |
| Mannschaft Damen  | 2.   | Rumänien (Maria Catrinel Folea, Georgita Pitica, Maria Alexandru-Golopenta, Ella Zeller-Constantinescu) |
| Mannschaft Damen  | 3.   | Ungarn (Éva Kóczián, Erzsébet Heirits, Sárolta Lukacs, Eva Poor)                                        |
| Mannschaft Damen  | 3.   | China (Sun Mei-ying, Qiu Zhonghui, Liang Lizhen, Wang Jian)                                             |
| Mannschaft Damen  | 5.   | DDR (Ingrid Hollmann, Doris Kalweit, Sigrun Kunz, Carla Stiebner, Gabriele Geißler)                     |
| Mannschaft Damen  | 9.   | BRD (Agnes Simon, Inge Harst, Edit Buchholz, Ingrid Kriegelstein)                                       |
| Mannschaft Damen  | 13.  | Österreich (I.Kraft, Friederike Scharfegger, Margit Wanek, Henrike Willinger)                           |
| Mannschaft Damen  | 17.  | Schweiz (Christiane Andre, Janine Crisnel, Monique Jaquet)                                              |
| Herren Einzel     | 1.   | Zhuang Zedong – CHN                                                                                     |
| Herren Einzel     | 2.   | Li Furong – CHN                                                                                         |
| Herren Einzel     | 3.   | Zhang Xielin – CHN                                                                                      |
| Herren Einzel     | 3.   | Wang Zhiliang – CHN                                                                                     |
| Damen Einzel      | 1.   | Kimiyo Matsuzaki – JPN                                                                                  |
| Damen Einzel      | 2.   | Maria Alexandru-Golopenta – ROM                                                                         |
| Damen Einzel      | 3.   | Sun Mei-ying – CHN                                                                                      |
| Damen Einzel      | 3.   | Ella Zeller-Constantinescu – ROM                                                                        |
| Herren Doppel     | 1.   | Zhang Xielin / Wang Zhiliang – CHN                                                                      |
| Herren Doppel     | 2.   | Zhuang Zedong / Xu Yinsheng – CHN                                                                       |
| Herren Doppel     | 3.   | Keiichi Miki/Ken Konaka – JPN                                                                           |
| Herren Doppel     | 3.   | Wang Jiasheng/Li Furong – CHN                                                                           |
| Damen Doppel      | 1.   | Kimiyo Matsuzaki/Masako Seki – JPN                                                                      |
| Damen Doppel      | 2.   | Diane Rowe/Mary Shannon – ENG                                                                           |
| Damen Doppel      | 3.   | Qiu Zhonghui/Wang Jian – CHN                                                                            |
| Damen Doppel      | 3.   | Kazuko Ito/Noriko Yamanaka – JAP                                                                        |
| Mixed             | 1.   | Kōji Kimura/Kazuko Ito – JPN                                                                            |
| Mixed             | 2.   | Keiichi Miki/Masako Seki – JPN                                                                          |
| Mixed             | 3.   | János Faházi/Éva Kóczián – HUN                                                                          |
| Mixed             | 3.   | Zhuang Zedong/Qiu Zhonghui – CHN                                                                        |

## Medaillenspiegel
| Rang  | Land                | Gold | Silber | Bronze | Gesamt |
| ----- | ------------------- | ---- | ------ | ------ | ------ |
| 1     | Japan               | 4    | 2      | 2      | 8      |
| 2     | Volksrepublik China | 3    | 2      | 7      | 12     |
| 3     | Rumänien            | 0    | 2      | 1      | 3      |
| 4     | England             | 0    | 1      | 0      | 1      |
| 5     | Ungarn              | 0    | 0      | 2      | 2      |
| 6     | BR Deutschland      | 0    | 0      | 1      | 1      |
| 6     | Schweden            | 0    | 0      | 1      | 1      |
| Total | Total               | 7    | 7      | 14     | 28     |